# Valdemar III da Dinamarca
Valdemar III (1314 – 1364) foi o Rei da Dinamarca de 1326 até sua deposição, quando ainda era menor de idade, também sendo Duque de Schleswig como Valdemar V de 1325 a 1326 e depois entre 1330 até sua morte. Era um monarca rival contra Cristóvão II, que tinha a oposição de grande parte de seus súbditos. Seu governo na Dinamarca foi administrado por Geraldo III, Conde de Holstein-Rendsburg. Foi casado com sua prima Leonor de Portugal, filha de D. Afonso II, e sobrinha de Berengária de Portugal, que morreu no parto ao dar à luz o seu primeiro filho, que também não sobreviveu.